# 約爾薩河
約爾薩河是俄羅斯的河流，屬於伯朝拉河的右支流，由科密共和國負責管轄，河道全長206公里，流域面積2,520平方公里，河水主要來自雨水和融雪。